# Parkville, Missouri
Parkville är en ort i Platte County i delstaten Missouri, USA.